# 潜在的に危険な小惑星

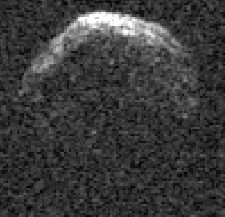
2880年の衝突が懸念された (29075) 1950 DA

アポフィスの2029年4月13日接近時軌道

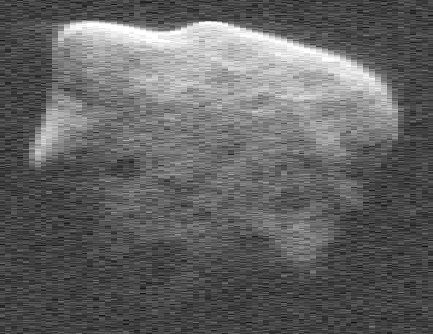
最も大きいPHAの

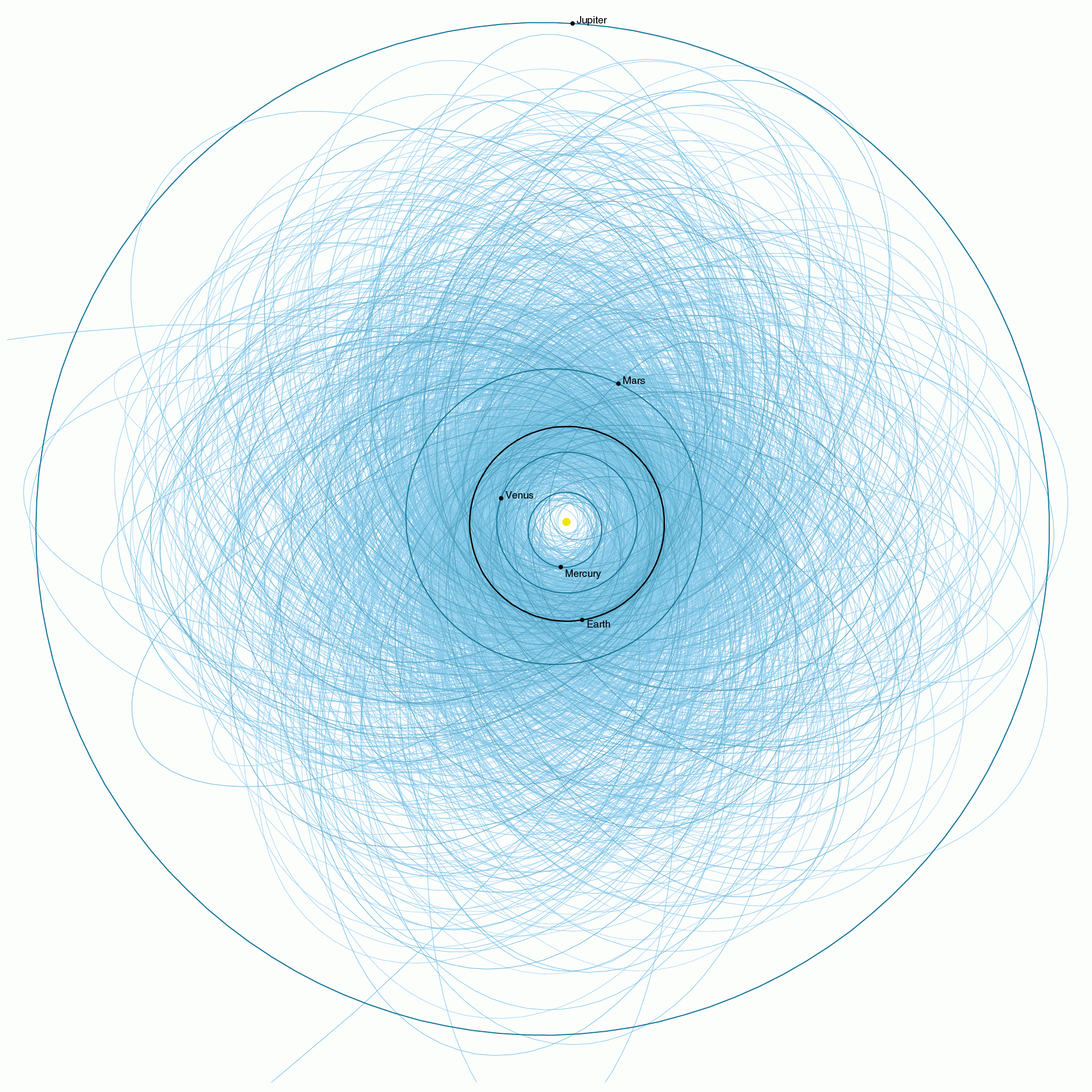
2013年初頭時点の、潜在的に危険な小惑星（大きさが460 ft 以上、地球軌道から4.7 e6mi以内を通過）の軌道のプロット（代替画像）

潜在的に危険な小惑星（せんざいてきにきけんなしょうわくせい、英語: Potentially Hazardous Asteroid、PHA）とは、地球近傍小惑星の中でも、特に地球に衝突する可能性が大きく、なおかつ衝突時に地球に与える影響が大きいと考えられる小惑星の分類である。

## 定義
PHAに分類される小惑星は、地球軌道との最小交差距離（Earth Minimum Orbit Intersection Distance、EMoid）が0.05AU（約748万km）以下、なおかつ絶対等級が22.0以上の小惑星のことである。このため、2008 TC3や2011 CQ1など、衝突しても影響がほとんどない小さな小惑星は、接近距離が小さくてもPHAにはならない。絶対等級が22.0の天体は最低でも直径が110メートルとなる。100メートルを超えると、最低でも海に落下した場合に津波など、何らかの影響を地球に与える大きさになる。直径の正確な算出にはアルベドを知っている必要があるが、多くは未知のため、その場合には0.13が仮定されている。この場合、最低直径は約150メートルとなる。EMoidが極端に小さな値を持つ天体の中には地球半径を下回る値を持つものもある。なお、軌道の定義から全てのPHAは地球横断小惑星である。PHAに分類される小惑星はEMoidが小さければよいので、2012 FZ23のように軌道傾斜角が75度と極端に傾いているものや、1999 XS35のように遠日点距離が海王星の外側に達するような、極端な軌道要素を持つものもある。
PHAは、名前が示すとおり小惑星に対しての分類なので、彗星はこのリストに掲載されていない。ただし彗星・小惑星遷移天体は掲載されている。なお、小惑星以外の天体も含められた分類はPotentially Hazardous Object（PHO）と呼ばれるが、ジェット推進研究所や小惑星センターにはPHOの分類はない。また地球近傍天体と異なり、衝突しても影響がほとんどない直径の小さな流星物体は除外される。なお地球に接近する周期彗星は地球近傍彗星（Near Earth Comet、NEC）と呼ばれている。

## 総数
2012年9月20日現在、地球近傍天体9192個のうち、PHAは1331個登録されている。これは、全てのPHAのうち20%から30%を占めていると考えられている。つまり、まだほとんどのPHAは未発見である。軌道要素による分類では、アポロ群が1196個、アテン群が135個、アモール群が123個ある。また、軌道が確定し小惑星番号がつけられているのは352個ある。
そのほか、彗星・小惑星遷移天体は3個、その候補が3個、地球の準衛星が1個、その候補が1個、金星の準衛星が1個、アティラ群が5個、ダモクレス族が1個含まれている。

## 衝突のリスク
PHAは軌道が十分確定していないうちは衝突リスクが高く計算される傾向にあるため、しばしば話題に上る。アポフィスは、2029年に1.6%の確率で地球に衝突するかもしれないと、これまでで最高のトリノスケール4が付けられたことで話題となった。そのほか、(89959) 2002 NT7、(143649) 2003 QQ47、2004 XP14、2007 VK184、(29075) 1950 DAなどが話題になったPHAである。また、PHAの中で最も直径が大きいと推定されているのは(53319) 1999 JM8の約7kmで、最もEMoidが小さいのは2004 TN1の約2000kmである。
軌道傾斜角が小さく離心率が大きいと、他の惑星の軌道を横断してそれらに衝突するリスクも発生する。例えば(35396) 1997 XF11は頻繁に金星から0.1AU以内まで接近する。

## 観測
PHAの衝突リスクの測定の難易度はさまざまである。地球に接近するため、精密な測定をするには都合が良いが、地球に極端に接近すると、地球による重力によって軌道が曲がるため、その後の軌道を予測するのは難しい。また、小惑星が小さいと、ヤルコフスキー効果によって軌道が変化しやすくなる。前者の例はアポフィス、後者の例はゴレブカがある。あるいは、小さな小惑星であったり地球軌道の内側で交差していると、観測が難しくなって長期間行方不明になる場合がある。ヘルメスは1937年に観測された後、2003年に再発見されるまで66年間も行方不明であった。
また、PHAは地球とよく似た軌道を持つため、小惑星探査機を送り込むには都合の良い対象である。これまでにはやぶさがイトカワに、はやぶさ2がリュウグウに着陸している（NEARシューメーカーが軟着陸したエロスはPHAではない）。欧州宇宙機関が打ち上げを予定している、小惑星に物体をぶつけて軌道を変える実験を行うドン・キホーテでは、2個の候補のうち1つにPHAのアポフィスが選ばれている。

## 主要なPHAの一覧
| 番号     | 名称                   | 画像 | EMoid (万km) | H      | 直径 (m) | 備考                                                                                        |
| -------- | ---------------------- | ---- | ------------ | ------ | -------- | ------------------------------------------------------------------------------------------- |
| (1566)   | イカルス               |      | 521.3        | 16.9   | 1000     |                                                                                             |
| (1620)   | ジオグラフォス         |      | 454.9        | 15.60  | 2560     | 最も細長い天体。(5×2×2km)。                                                                 |
| (1862)   | アポロ                 |      | 382.2        | 16.25  | 1500     |                                                                                             |
| (1981)   | ミダス                 |      | 68.1         | 15.5   | 3400     |                                                                                             |
| (2101)   | アドニス               |      | 176.4        | 18.7   | 600      |                                                                                             |
| (2201)   | オルヤト               |      | 43.8         | 15.25  | 1800     | 彗星・小惑星遷移天体。                                                                      |
| (3200)   | ファエトン             |      | 298.7        | 14.51  | 5100     | 彗星・小惑星遷移天体。                                                                      |
| (4015)   | ウィルソン・ハリントン |      | 707.3        | 15.99  | 4000     | 彗星・小惑星遷移天体。                                                                      |
| (4179)   | トータティス           |      | 90.7         | 15.30  | 5400     | 自転軸が2つある。                                                                           |
| (4581)   | アスクレピウス         |      | 47.0         | 20.4   | 270*     | 名称がある小惑星の実際に観測された最接近記録。                                              |
| (4660)   | ネレウス               |      | 43.7         | 18.2   | 330      | はやぶさの探査候補天体であった。                                                            |
| (4953)   | 1990 MU                |      | 407.4        | 14.1   | 2800     |                                                                                             |
| (6489)   | ゴレブカ               |      | 410.9        | 19.2   | 530      | ヤルコフスキー効果が初めて確認された天体。                                                  |
| (25143)  | イトカワ               |      | 191.6        | 19.2   | 330      | はやぶさの探査した天体。                                                                    |
| (29075)  | 1950 DA                |      | 595.7        | 17.0   | 1100     | 衝突確率が最も高い小惑星（0.044%。2880年3月16日の値）。                                     |
| (31669)  | 1999 JT6               |      | 0.5          | 16.0   | 2330*    | 直径が1kmを超えている可能性のある天体ではEMoidが極端に小さい値を持つ。EMoidが地球半径以下。 |
| (35396)  | 1997 XF11              |      | 10.6         | 16.9   | 1540*    |                                                                                             |
| (37638)  | 1993 VB                |      | 2.2          | 19.4   | 486*     |                                                                                             |
| (53319)  | 1999 JM8               |      | 693.1        | 15.118 | 7000     | PHAの中で最も大きな天体。                                                                   |
| (66391)  | 1999 KW4               |      | 215.3        | 16.48  | 1317     | 451mの直径の衛星S/2001 (66391) 1を持つ。                                                    |
| (69230)  | ヘルメス               |      | 57.9         | 17.48  | 300      | 自身とほぼ同じ直径の衛星をもつ。66年間行方不明であった。                                    |
| (85990)  | 1999 JV6               |      | 474.7        | 19.803 | 404*     | 地球の準衛星の可能性がある天体。                                                            |
| (89959)  | 2002 NT7               |      | 5.2          | 16.341 | 1990     | 一時史上初めて正のパレルモスケールがつけられた小惑星。                                      |
| (99942)  | アポフィス             |      | 4.0          | 19.7   | 325      | 2029年4月13日に静止軌道の内側まで入り込む。                                                 |
| (101955) | ベンヌ                 |      | 44.6         | 20.812 | 560      | オサイリス・レックスが探査した天体。                                                        |
| (136617) | 1994 CC                |      | 237.1        | 17.557 | 700      | 微小な衛星を2個もつ。                                                                       |
| (137108) | 1999 AN10              |      | 9.7          | 17.844 | 995*     |                                                                                             |
| (143487) | 2003 CR20              |      | 9.6          | 18.565 | 714*     |                                                                                             |
| (143649) | 2003 QQ47              |      | 66.4         | 17.268 | 1300*    | メディアの過剰反応によりトリノスケールの文章を変える契機となったPHA。                       |
| (152685) | 1998 MZ                |      | 23.8         | 19.336 | 500*     | PHAの中で軌道傾斜角が最も小さい(0.146度)。                                                  |
| (153814) | 2001 WN5               |      | 23.2         | 18.225 | 800*     | 2028年6月26日に月軌道の内側まで入り込む。                                                   |
| (162000) | 1990 OS                |      | 134.8        | 19.295 | 400      | 直径45mのとても小さな衛星を持つ。                                                           |
| (162173) | リュウグウ             |      | 14.5         | 19.173 | 540*     | はやぶさ2の探査した天体                                                                     |
| (163132) | 2002 CU11              |      | 9.0          | 18.314 | 801*     |                                                                                             |
| (163249) | 2002 GT                |      | 231.3        | 18.263 | 820*     | エポキシ（旧称ディープ・インパクト）探査候補天体                                            |
| (164207) | 2004 GU9               |      | 29.6         | 21.145 | 218*     | 地球の準衛星。                                                                              |
| (177049) | 2003 EE16              |      | 2.1          | 19.793 | 406*     |                                                                                             |
| (267131) | 2000 EK26              |      | 8.2          | 17.741 | 404*     |                                                                                             |
| (267337) | 2001 VK5               |      | 1.8          | 17.756 | 1040*    |                                                                                             |
| (285263) | 1998 QE2               |      | 524          | 17.073 | 2750     | 600mの衛星をもつ。                                                                          |
| (308635) | 2005 YU55              |      | 6.7          | 21.1   | 400      | 観測史上初めて月軌道の内側に入った100m以上の小惑星。                                        |
| (367789) | 2011 AG5               |      | 0.3          | 21.846 | 140      | かつては衝突リスクの高い天体であった。                                                      |
|          | 1999 XS35              |      | 6.6          | 17.277 | 2000     | PHAで最も遠い軌道長半径(17.834AU)と遠日点距離(34.73AU)をもつ。                              |
|          | 2002 AT4               |      | 665.5        | 20.892 | 244*     | ドン・キホーテの探査対象天体であった。                                                      |
|          | 2002 PD43              |      | 442.8        | 19.039 | 574*     | PHAの中で最も離心率の値が大きい(0.9559)。                                                   |
|          | 2002 VE68              |      | 397.9        | 13.5   | 290*     | 金星の準衛星。                                                                              |
|          | 2004 JG6               |      | 564.6        | 18.484 | 741*     | PHAの中で最も軌道長半径が小さい(0.635AU)。                                                  |
|          | 2004 TN1               |      | 0.2          | 21.732 | 166*     | EMoidが地球半径以下。                                                                       |
|          | 2004 UL                |      | 275.0        | 18.746 | 994*     | PHAの中で最も近日点距離が小さい(0.928AU)。                                                  |
|          | 2004 XP14              |      | 17.8         | 16.4   | 471*     | 2006年7月3日に地球から43万kmのところを通過。                                                |
|          | 2005 TF49              |      | 465.7        | 19.047 | 572*     | PHAの中で最も離心率の値が小さい(0.0255)。                                                   |
|          | 2006 VV2               |      | 182.4        | 16.767 | 1800     | 300mの衛星を持つ。                                                                          |
|          | 2007 VK184             |      | 8.4          | 22.002 | 130      | 2014年3月時点で唯一のトリノスケール1であったが、0に修正された。                             |
|          | 2008 UL90              |      | 385.7        | 18.475 | 744*     | PHAの中で最も遠日点距離が小さい(0.959AU)。                                                  |
|          | 2011 KC15              |      | 744.1        | 21.205 | 212*     | PHAの中で最も近日点距離が大きい(1.063AU)。                                                  |
|          | 2012 FZ23              |      | 272.1        | 18.207 | 842*     | PHAの中で最も軌道傾斜角が大きい(75.369度)。                                                 |
|          | 6344 P-L               |      | 408.4        | 20.399 | 150      | 47年間行方不明であった。                                                                    |